# Shiraz (Iran)
Shiraz (în persană شیراز) este un oraș din sud-vestul Iranului. Este capitala provinciei Fars. 
Shiraz a fost capitala Persiei sub dinastia Zand din 1750 până în 1794, când Qajarii au mutat capitala la Teheran. Shiraz este capitala culturală și artistică a Iranului.

## Geografie

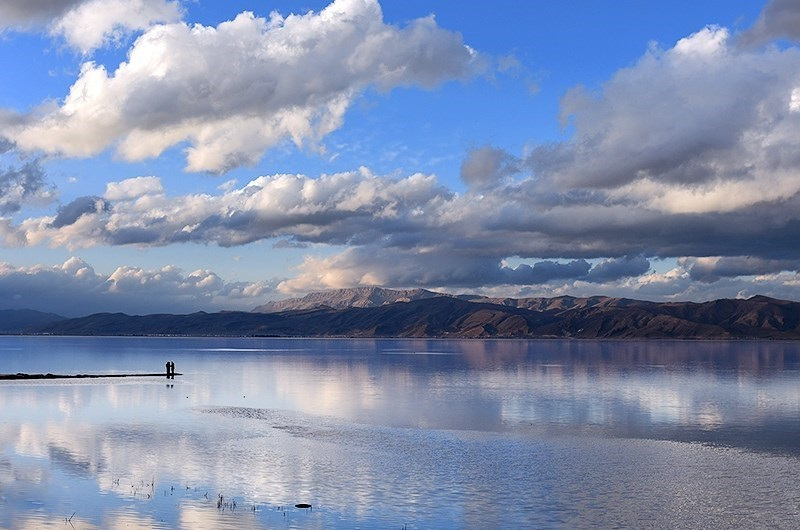
Lacul Maharlo, Shiraz

Shiraz este situat într-o câmpie la altitudinea  de 1.486 de metri, la poalele Munților Zagros. 
Orașul Shiraz este traversat de un râu secat, uneori alimentat cu apă, iarna. Acest râu se varsă în lacul Maharloo, un lac sărat.
Șiraz are o suprafață de 340 km2 și astfel, prin suprafața sa, este al treilea oraș cel mai întins din Iran, după Teheran și Mashhad. Orașul se află la 919 km de Teheran.
Orașul Shiraz avea o populație de 1.204.882 de persoane, în 2006, și este al șaselea oraș cel mai populat al Iranului.

## Climatul
Shiraz beneficiază de un climat continental semiarid cu o temperatură medie anuală de 17,6°C și precipitații anuale care ajung doar la 305 mm. Iarna este destul de ploioasă, luna cea mai abundentă în precipitații fiind ianuarie, cu 79,8 mm de ploaie. În schimb vara Shiraz nu primește nici cea mai mică picătură de ploaie. Temperaturile estivale pot fi toride, în timp ce iarna pot fi posibile înghețuri.

## Economia

### Producția
Soclul economic al orașului rezidă în produse le sale provinciale: struguri, citrice, bumbac și orez. La Shiraz domină fabricarea de ciment, zahăr, îngrășăminte, textile, produse de lemn, de metal, precum și covoare. Shiraz este și un centru major al Iranului pentru industria electronică și posedă o rafinărie de petrol. Denumirea soiului de struguri Shiraz / Syrah își găsește originile aici. Vinul de Shiraz este citat în poezia persană.

### Agricultura
Agricultura a fost dintotdeauna o componentă majoră a economiei din regiunea Shiraz. Acest lucru s-a datorat unei relative abundențe de apă în comparație cu deșerturile înconjurătoare. Grădinile din Shiraz sunt celebre în întregul Iran. Climatul moderat și frumusețea orașului au constituit o tracție turistică majoră în Iran și în Orientul Mijlociu. Shiraz era un loc de vilegiatură apreciat de arabii bogați vecini.

## Istorie

### Originea numelui
Denumirea elamită al orașului era Tiraziš, cum o atestă tabletele elamite de argilă găsite la Persepolis. Fonetic, ar putea fi interpretată prin /tiracis/ sau /ciracis/. Acest nume a devenit /širajiš/ în persana veche; prin transformările survenite de-a lungul timpului, numele a devenit شیراز, Šīrāz, în persana modernă. Numele Shiraz apare și pe ștampile de argilă găsite  la Qasr-i Abu Nasr, o ruină sasanidă la est de oraș.

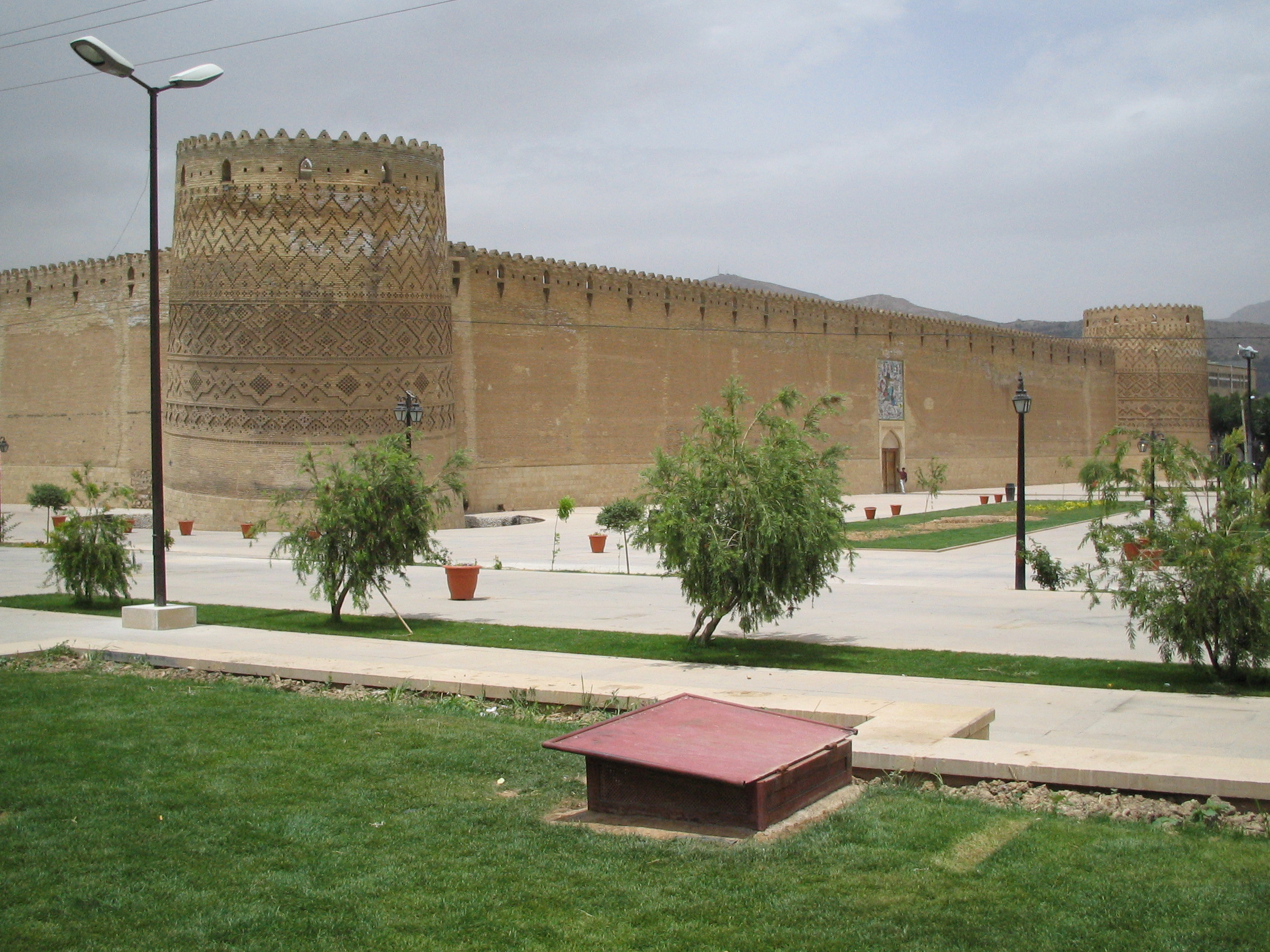
Citadela Zand este o reminiscenţă a epocii Zand din centrul oraşului Shiraz.
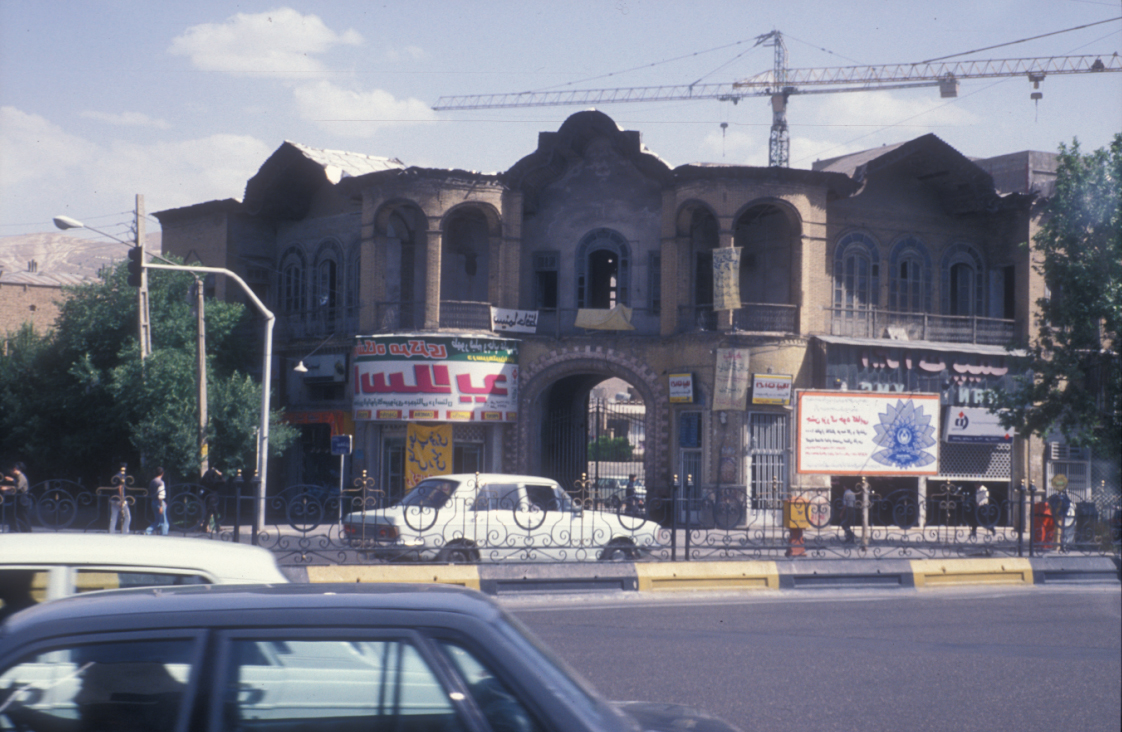
Scenă dintr-o intersecţie a „Bulevardului Zand” în centrul oraşului Shiraz.
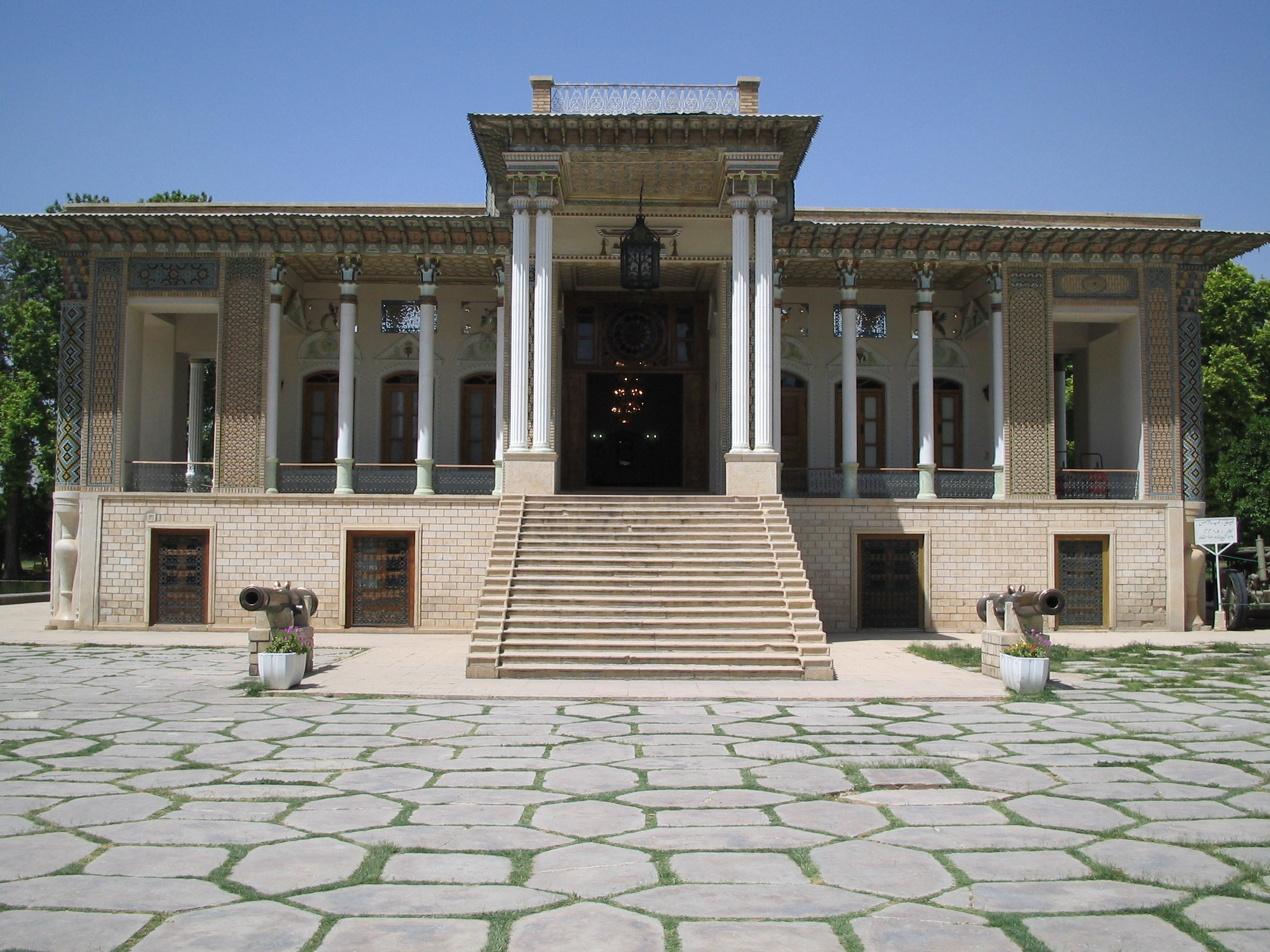
Muzeul afif-abad este un exemplu de arhitectură Qajară târzie la Shiraz şi un alt exemplu de grădină persană.
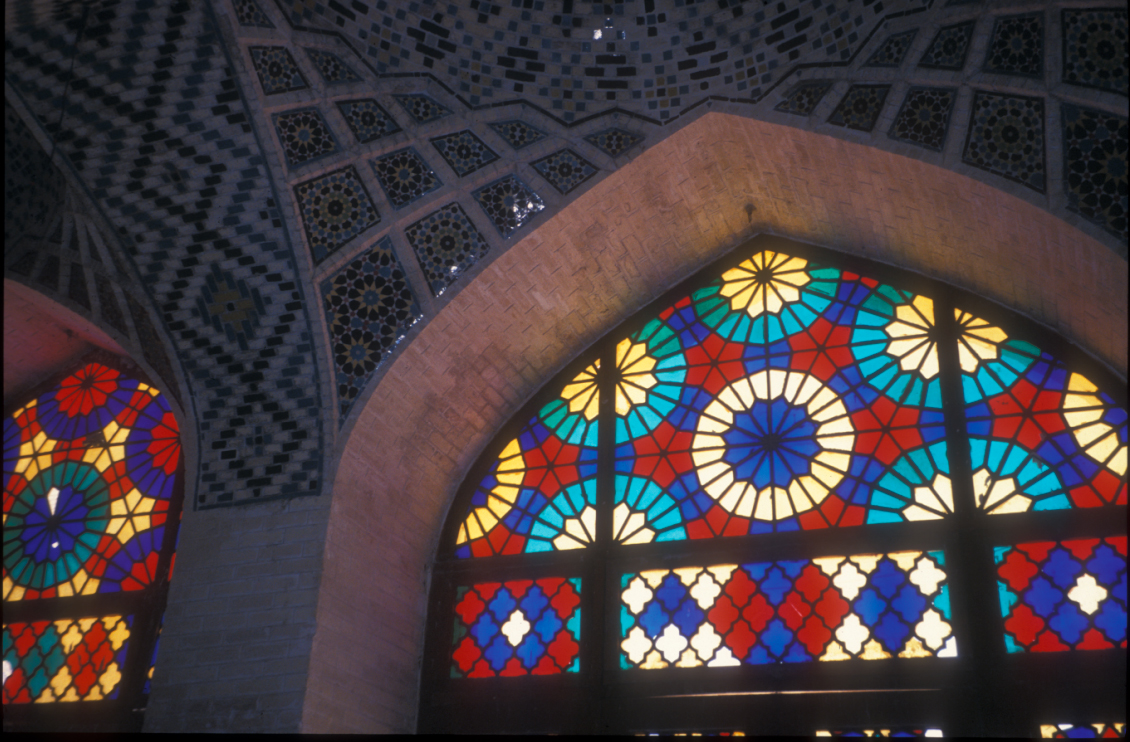
Arhitectură din epoca Qajară la Shiraz.
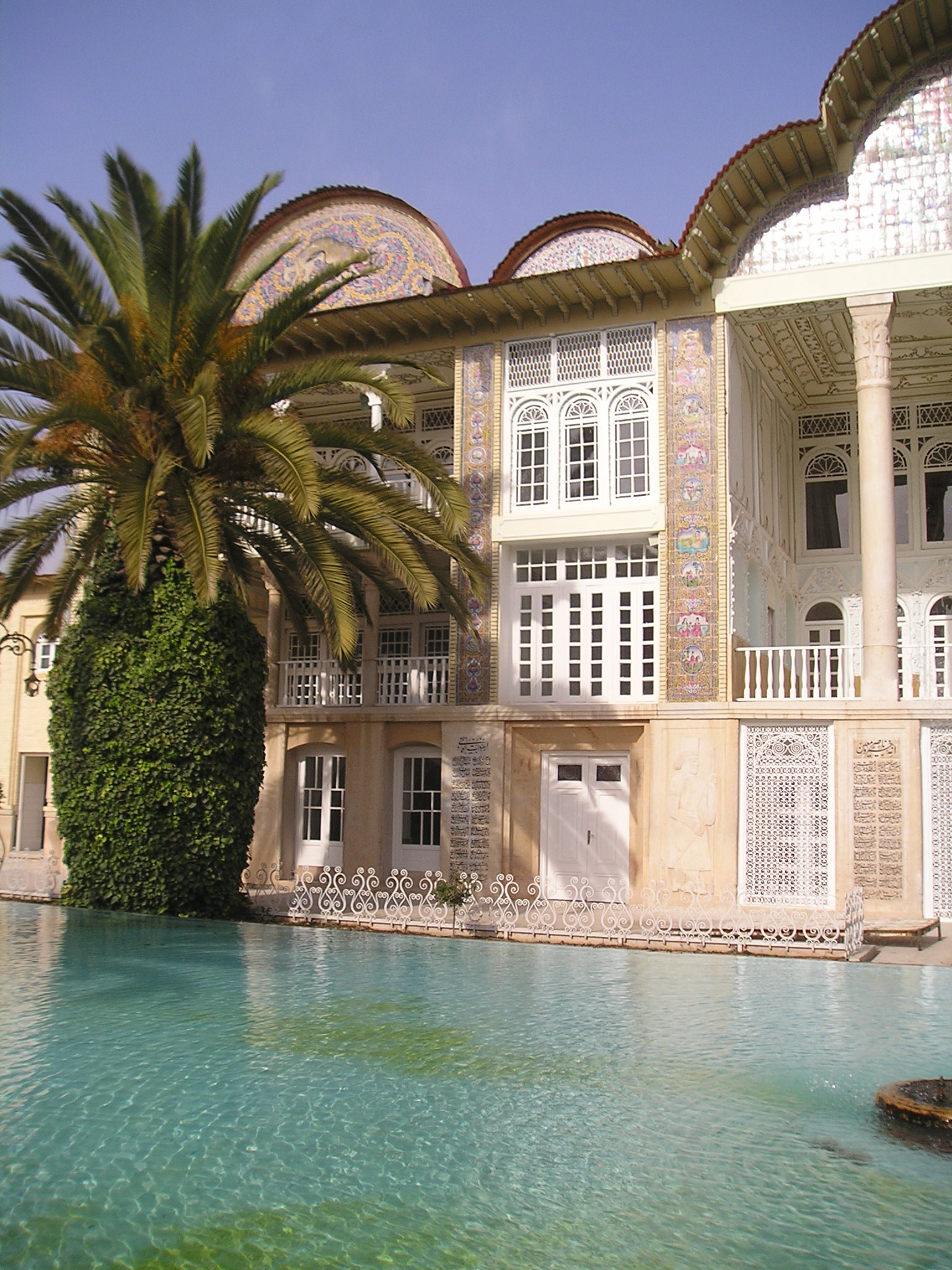
Grădina Eram, parcul cel mai popular din Shiraz.

### Din Antichitate până în secolul al VII-lea
În provincia Fars se află trei foste capitale din istoria persană. Ruinele Persepolisului, vechi de circa 2.500 de ani, se găsesc la 60 km la nord-est de Shiraz și mărturisesc măreția trecută a Imperiului Ahemenid. Persepolis, Firuzabad și Pasargades sunt mărturii apropiate ale acestei civilizații antice.